# 샘 도널드슨
새뮤얼 앤드루 도널드슨 주니어(영어: Samuel Andrew Donaldson Jr., 1934년 3월 11일~)는 미국의 텔레비전 기자이자 뉴스 앵커이다. 1967년부터 2009년까지 ABC 뉴스에서 방송했다. 엄청나게 큰 목소리로 유명한 백악관 특파원(1977년~1989년, 1998년~1999년)으로, 회전하는 헬리콥터 소음 속에서도 놀랍게도 로널드 레이건 대통령의 이목을 끌 수 있었다. ABC의 일요일 프로그램인 디스 위크의 패널이자 공동 앵커였다.

## 어린 시절과 경력
엘패소에서 태어나 학교 교사인 클로이(결혼 전 성은 햄슨)와 농부인 새뮤얼 도널드슨의 아들이다. 뉴멕시코 준주였던 챔버리노의 가족 농장에서 자랐는데, 그의 아버지는 뉴멕시코가 합중국에 편입되기 2년 전인 1910년에 그 땅을 샀다.
뉴멕시코 군사 연구소와 텍사스 웨스턴 칼리지(현재 엘패소 텍사스 대학교로 알려짐)를 다녔으며, 그곳에서 캠퍼스 라디오 방송국인 KTEP의 방송국 관리자로 일했고, 카파 시그마 형제회에 가입했다. 1956년부터 1959년까지 도널드슨은 미국 육군의 포병 장교로 현역 복무하며 대위 계급을 달았다. 1958년 현역 복무 중 도널드슨은 네바다 핵 실험장에서 원자폭탄 실험의 군사 관측자 중 한 명이었는데, 일본에 투하된 폭탄과 거의 같은 위력을 가진 원자폭탄이 관측자를 보호하는 참호에서 3천 야드 떨어진 곳에서 폭발했다.
군 복무 후 도널드슨은 당시 텍사스주 댈러스에 있던 CBS 텔레비전 계열사인 KRLD-TV(현재 KDFW-TV)에 고용되었다. 1년 후 사임하고 방송 뉴스 분야에서 일자리를 찾기 위해 뉴욕시로 이사했지만, 일자리를 구하지 못했다.
1961년 2월 워싱턴 D.C.의 WTOP-TV(현재 WUSA-TV)에 고용되었다. 그는 1964년 골드워터 대통령 선거 운동, 1964년 3월 민권법에 대한 상원 토론, 다음 해 의료 보험 법안을 포함한 지역 및 전국적인 뉴스를 보도했다. 그는 오후 6시 토요일과 일요일 저녁 뉴스 캐스트의 앵커를 맡았고, 존 더글러스가 일기 예보를 진행했다.

## ABC 뉴스

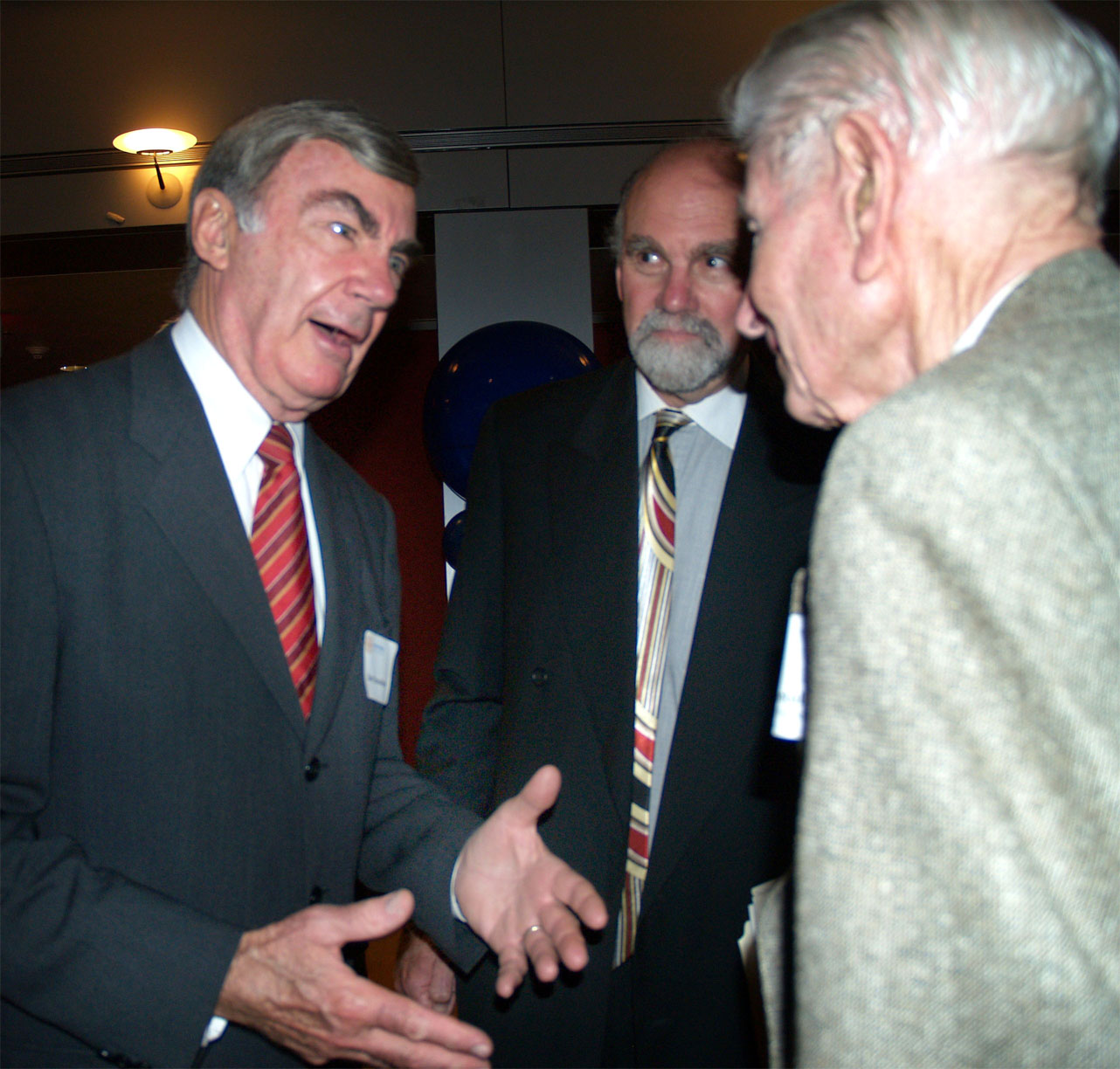
2007년의 도널드슨

도널드슨은 1967년 10월 ABC 뉴스에 워싱턴 특파원으로 발탁되었다. 그는 1968년 두 주요 정당의 정치 전당대회를 취재했으며 1969년에는 네트워크의 오후 11시 토요일 및 일요일 뉴스 캐스트를 진행하기 시작했다. 1971년에 ABC 뉴스를 위해 베트남 전쟁을 취재했다. 그는 1973~74년에 ABC의 수석 워터게이트 사건 특파원이었고, 워터게이트 침입자들의 재판, 상원 워터게이트 청문회 및 하원 법사 위원회의 닉슨 대통령 탄핵 조사를 취재했다.

### 수석 백악관 특파원
지미 카터의 1976년 대통령 선거 운동을 취재했고 1977년 1월에 네트워크의 백악관 특파원이 되었으며, 이 직책을 1989년 1월까지 맡았다. 백악관 재임 기간 중 가장 널리 기억되는 질문 중 하나는 레이건 행정부 시절에 나왔다. "대통령님, 오늘 밤 계속되는 경기 침체에 대해 말씀하시면서 과거의 실수와 의회를 비난하셨습니다. 대통령님께도 일부 책임이 있습니까?" 이에 레이건은 "네, 저는 수년 동안 민주당원이었기 때문입니다!"라고 되받아쳤다. 1998년 1월, 도널드슨은 다시 네트워크의 수석 백악관 특파원으로 백악관에 배치되어 1999년 중반까지 근무했다. 그는 르윈스키 스캔들과 클린턴 대통령 탄핵을 취재했다.

### 디스 위크
1981년 프로그램 시작부터 일요일 아침 텔레비전 프로그램인 데이비드 브링클리와 함께하는 디스 위크의 패널로 출연했으며, 1996년 데이비드 브링클리 은퇴 후 코키 로버츠와 함께 디스 위크 프로그램을 공동 진행하다가 2002년 9월 조지 스테퍼노펄러스로 교체되었다. 여전히 가끔 디스 위크의 패널로 활동한다.

### 프라임타임 라이브 및 20/20
1989년 8월, 다이앤 소여와 함께 네트워크의 새 시사 프로그램인 프라임타임 라이브의 공동 앵커가 되었다. 그와 소여는 1989년부터 1998년까지 프라임타임 라이브를 공동 진행했으며, 그 후속 프로그램인 20/20 수요일을 1998년부터 2000년까지 진행했다. 그의 보도 중 하나는 제2차 세계대전 후 아르헨티나로 도피한 나치 게슈타포 장교 에리히 프리프케에 관한 것이었다. 도널드슨 팀은 1994년 프리프케를 찾아냈고, 도널드슨은 아르헨티나 산카를로스데바릴로체의 거리에서 그를 인터뷰하여 로마 외곽 동굴에서 아돌프 히틀러의 직접적인 명령으로 335명의 이탈리아 민간인 처형에 그가 어떤 역할을 했는지 물었다. 보도가 방영되자 이탈리아는 프리프케의 송환을 요구했고 아르헨티나는 결국 응했다. 프리프케는 그의 범죄로 이탈리아에서 종신형을 선고받았다.

### 기타
1979년 ABC 선데이 이브닝 뉴스 개편부터 1989년 8월까지 앵커를 맡았다.
1990년부터 1991년까지 도널드슨은 걸프 전쟁(사막 방패 작전 및 사막의 폭풍 작전)을 취재했고, 이라크 군대가 철수된 지 이틀 후 쿠웨이트시티에서 프라임타임 라이브를 공동 진행했다.
1991년, ABC 뉴스 나이트라인 방송을 마쳤는데, 소련의 국가와 마지막 소련 크렘린 깃발이 내려지고 러시아 삼색기가 게양되는 영상을 보여주며 소련의 붕괴를 알리고 미하일 고르바초프가 소련의 대통령에서 사임했음을 보도했다.
1992년 8월, 도널드슨과 그의 프로듀서 데이비드 캐플런은 취재를 위해 사라예보로 갔다. 공항에서 시내로 가는 길에 두 번째 차량에 타고 있던 캐플런은 저격수의 총에 맞아 사망했다. 그날 밤 베오그라드에서 도널드슨은 프라임타임 라이브 프로그램을 공동 진행하며 캐플런의 사망 소식을 전했다.
2002년, 인터넷에서 정기적으로 방송되는 미국 뉴스 방송을 처음으로 진행했으며, 이후 ABC 뉴스 나우의 "폴리틱스 라이브" 방송을 진행했다.
2006년 8월 2일, 대대적인 개조 공사를 앞둔 백악관 브리핑룸에서 열린 마지막 기자회견에서 도널드슨은 "대통령님, 멜 깁슨을 용서해야 합니까?"라고 소리쳤는데, 이는 배우/제작자의 반유대주의적 발언 보도를 언급한 것이었다. 조지 W. 부시 대통령은 웃으며 누가 질문을 했는지 올려다보았다. 부시 대통령은 "샘 도널드슨인가? 됐어... 당신은 '한물간 사람'이야! 한물간 사람의 질문에는 답할 필요 없어."라고 농담했다. 도널드슨은 "한물간 사람이라도 되어본 것이 아무것도 되어보지 못한 것보다 낫다"고 답했다.
1992년 8월 공화당 전당대회를 제외하고, 도널드슨은 1964년부터 2012년까지 모든 주요 정당 전당대회를 취재했으며, 2009년 ABC에서 은퇴했다.
1985년 워싱턴 저널리즘 리뷰 독자들이 뽑은 최고의 백악관 특파원으로 선정된 것을 비롯해 1986년, 1987년, 1988년, 1989년에는 같은 잡지 독자들이 뽑은 최고의 텔레비전 특파원으로 선정되었다. 그 외 수상 경력으로는 에미상 4회, 피바디상 3회, 에드워드 R. 머로 상 1997년(WSU), 폴 화이트 상(RTNDA 1998)이 있으며, 그와 그의 아내 젠은 2002년 워싱턴ian 잡지가 선정한 "올해의 워싱턴인"에 포함되었다.

### 연방 보조금 스캔들

#### 모헤어 보조금
1995년, 증대하는 적자를 삭감할지에 대한 워싱턴 D.C.에서의 논쟁은 도널드슨에게 직접적인 영향을 미쳤다. 시카고 선타임스와 월스트리트 저널의 수상 경력에 빛나는 저널리스트인 브루스 잉거솔은 "의회가 농작물 보조금 삭감을 고려함에 따라 부유한 도시 농부들이 조사 대상이 되다"라는 제목의 칼럼을 게재했는데, 그는 도널드슨을 연방 보조금의 부유한 부재자 수혜자 중 한 명으로 지목하며, 그의 지역에서 연방 기금의 "세 번째로 큰 수령자"라고 밝혔다.
의회에서 "정치적 혜택" 삭감 여부에 대한 논쟁이 진행되는 동안, 이 기사는 의사록에 기록되었고, 도널드슨은 알 다마토 상원의원으로부터 "돈을 돌려주라"는 질책을 받았는데, 이 문구는 그의 연설 등에서 여러 번 반복되었다.
도널드슨이 최대 100만 달러의 보조금을 받았다는 주장이 제기된 바 있다. 실제 금액은 약 18만 8천 달러로 밝혀졌지만, "부재 중"인 농장에서 백만장자가 돈을 받는다는 스캔들은 여전히 상당한 대중적 보도를 얻었다.
이 보조금은 "정치적 혜택"의 무의미함을 보여주는 징표로 여겨졌다. 연방 정부는 7년 동안만 보조금을 지급한 후 1960년에 군복에 모헤어 사용을 중단했지만, 30년이 지난 후에도 여전히 생산에 보조금을 지급하고 있었고, "가난한 농민"이 아닌 사람들에게도 돈을 지급하고 있었다. 심지어 농무부조차도 이 프로그램의 종료를 원한다는 기록이 있었다.
도널드슨은 처음에는 언급을 거부했지만, 결국 모헤어 보조금을 "양 가격에 포함된 것"이라고 설명하며 자신을 변호했고, "수년간 보조금에 반대해왔다"고 주장하며 프로그램이 마침내 "폐지"되었을 때 기뻤다고 말했다. 그러나 실제로 모헤어 보조금은 2012년까지 계속되었다.

#### 해충 구제
불과 1년 후, 도널드슨은 또 다른 연방 보조금 스캔들에 휘말렸다. 여전히 연방 모헤어 보조금을 받고 있었음에도 불구하고, 그가 자신의 목장에서 프레리도그, 붉은스라소니, 여우, 코요테를 죽이기 위해 연방 자원을 사용하고 있다는 사실이 밝혀졌다. 그의 농장은 5년 만에 미국 농무부의 동물 피해 통제 요원을 412번이나 사용한 것으로 보도되었다. 이는 재정 건전화론자와 동물권 운동가 모두에게 분노를 불러일으켰다.
이 사실은 사실 도널드슨 자신의 더 많은 연방 자금 요구로 인해 밝혀졌다. 그는 연방 자원을 많이 사용했음에도 불구하고 많은 양을 포식자들에게 잃었다고 주장하며, 따라서 자신의 손실에 대해 연방 자금으로 보상해줄 것을 원했다. "정부는 목장주와 농부, 그리고 모든 종류의 사업체를 돕습니다. 만약 존재하고 제가 사용할 자격이 있다면, 저는 그것을 사용할 것입니다."
인터뷰에서 도널드슨은 동물 권리 주장에 대해 다음과 같이 말했다.
내일이 없는 것처럼 어린 양을 잡아먹는 코요테들에 대해 우리는 어떻게 해야 할까요? 너무 많은 어린 양을 먹어치워서, 며칠 전에는 혹시 양고기와 함께 먹고 싶을까 봐 민트 젤리를 내놓아야겠다고 생각했습니다. 이 말을 할 때마다 환경 운동가들과 동물 애호가들이 저에게 달려들어 난리입니다. "뭐라고요? 코요테는 포식자이고 살아갈 권리가 있다고요." 네, 그들은 살아갈 권리가 있습니다. 저는 그것을 전적으로 지지합니다. 하지만 그들은 제 어린 양을 먹어치우고 있습니다. 여러분, 어린 양은 살아갈 권리가 없나요? "네, 하지만 당신은 어린 양을 팔 것이고, 돈을 위해 어린 양을 죽일 것이죠." 맞아요. 양 목축업을 하려면 코요테를 없애려고 노력해야 합니다. 그렇지 않으면 목축업을 계속할 수 없을 것입니다.

## 주요 경력
- 1961~1967: WTOP-TV, 워싱턴 D.C. 기자/앵커
- 1967~1977: ABC 뉴스 캐피톨 힐 특파원
- 1977~1989, 1998년 1월~1999년 8월: ABC 뉴스 수석 백악관 특파원[25]
- 1979~1989: 월드 뉴스 선데이 앵커[25]
- 1981~1996, 2002~2013: 디스 위크 패널[25]
- 1989년 8월~1998년: 프라임타임 라이브 공동 앵커[25]
- 1996년 11월~2002년 9월: 디스 위크 공동 진행자[25]
- 1998~2000: 20/20 앵커[25]
- 1999~2001: 샘 도널드슨 ABCNews.com 진행자[25]
- 2001년 10월~2004년 5월: 샘 도널드슨 쇼 - 라이브 인 아메리카 진행자[25]
- 2004년 5월~2009년 2월: "폴리틱스 라이브" 앵커, ABC 뉴스 나우
- 2009년 2월: ABC 뉴스에서 은퇴[26]

## 수상 경력
- 1996년: 미국 성취 아카데미 골든 플레이트상[27][28]
- 1997년: 에드워드 R. 머로 상, 워싱턴 주립대학교
- 다수: 에미상 4회
- 다수: 피바디상 3회
- 2000년: 듀폰 상
- 2008년: 폴 화이트 상, 라디오 텔레비전 디지털 뉴스 협회[29]
- 2019년: 뉴멕시코 주립대학교 명예 인문학 박사

## 사생활
- 제인 스미스와의 결혼은 2014년에 이혼으로 끝났다.

- 2014년 12월에 산드라 마르토렐리 도널드슨과 결혼했다. 그들은 뉴멕시코주 앨버커키에 살고 있다.

- 이전 결혼에서 사무엘 3세, 제니퍼, 토마스, 로버트 도널드슨 등 네 명의 자녀를 두었다.

- 1995년, 도널드슨은 림프절에서 흑색종을 제거했다. 그 이후로 그는 암 연구의 적극적인 지지자가 되었다.[30]

- 도널드슨은 뉴멕시코주 링컨군에서 가족 소유의 소 목장을 운영했는데. 2004년 7월 5일, 목장 감독 가족 세 명이 살해된 채 발견되었다. 가족 중 유일한 생존자인 14세의 코디 포지는 살인 혐의로 체포되어 기소되었고, 이후 유죄 판결을 받아 21세까지 소년원에 수감되었다. 2010년 10월 8일, 포지는 석방되었다.[31]

- 리 앳워터에 대한 2008년 정치 다큐멘터리 부기맨: 리 앳워터 이야기에 출연했다. 영화에서 그는 “요원은 절대로 와서 '여기에 제가 당신이 운영해 주었으면 하는 이야기가 있습니다. 하지만 사적인 대화에서, 당신은 누구에 대해 이것을 알고 있었나요? 우리는 아직 확인 중입니다. 하지만 아마 사실로 밝혀질 것입니다'라고 말하지 않습니다. 당신은 경쟁자에게 패배하고 그들이 발표할 때까지 기다리고 싶지 않을 것입니다. 그들은 그것을 컨베이어 벨트에 올리고 당신은 그것을 그냥 내보냅니다”라고 말한다.

- 미국 방송 도서관 이사회, 미국 성취 아카데미 이사회; 우드로 윌슨 센터 자문 위원회 전 회장; 플로리다주 탬파에 있는 H. 리 모피트 암 센터 자문 위원회 명예 회장을 역임했다. 그는 현재 뉴멕시코주의 초당적 지원 단체인 뉴멕시코 퍼스트 이사회와 포드 극장 자문 위원회의 위원이다.

- 2012년 12월 1일, 도널드슨은 델라웨어주 루이스에서 음주 운전 혐의로 체포되었다.[32][33] 델라웨어 판사는 체포에 대한 상당한 이유 부족을 인용하여 2013년 11월 8일 금요일에 혐의를 기각했다.[34]

## 저서
- Donaldson, Sam (1987). 《Hold On, Mr. President!》. Random House. ISBN 0-449-21520-2.

## 추가 자료
- Schmitt, Mark (March 2006). 《Straight Line Projections》. 《The Decembrist》.